# Unisys
Unisys je globalna američka informatička tvrtka koja ima sjedište u gradu Blue Bell, Pennsylvania